# فرودگاه ارواکرس
فرودگاه ارواکرس (به انگلیسی: Aeroacres Airport) یک فرودگاه خصوصی است که یک باند فرود چمن دارد و طول باند آن ۵۴۸ متر است. این فرودگاه در کشور ایالات متحده آمریکا قرار دارد و در ارتفاع ۱۲۸ متری از سطح دریا واقع شده‌است.